# Prokyon
Prokyon [proˈkyɔn] (α Canis Minoris; Synonyme: Elgomaisa, Algomeysa, Antecanis; altägyptisch Imi-chet-Sopdet; früher ebenso wie Sirius auch Aschere oder Canicula genannt) ist der hellste Stern im Sternbild Kleiner Hund. Mit einer Entfernung von 11,4 Lichtjahren ist er einer der sonnennächsten Sterne. Der griechische Name bedeutet „vor dem Hund“ und weist darauf hin, dass er vor Sirius, dem Hundsstern aufgeht.

## Beschreibung
Prokyon ist Bestandteil des Wintersechsecks und des Winterdreiecks. Wie Sirius ist Prokyon ein Doppelstern – der Hauptstern Prokyon A, ein weißlich-gelber Stern der Spektralklasse F5, hat einen leuchtschwachen Begleiter 11. Größe, Prokyon B, der ein Weißer Zwerg ist. Die Umlaufperiode des Doppelsternsystems beträgt 41 Jahre. Der scheinbare Winkelabstand beträgt ca. 4,7″.

## Sonstiges
Prokyon ist in der Flagge Brasiliens abgebildet, wo er den Bundesstaat Amazonas repräsentiert.

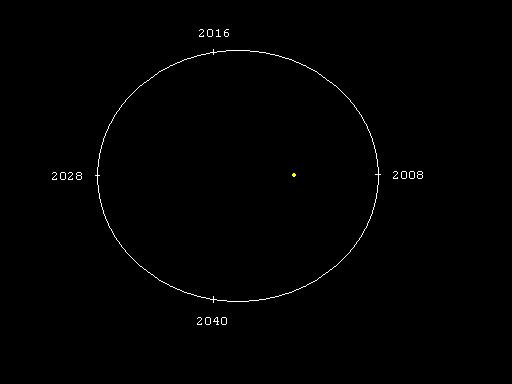
Position von Prokyon B gegenüber Prokyon A.